# Симфония № 4 (Глазунов)
Четвертая симфония Глазунова написана в 1893 году и посвящена А. Рубинштейну, у которого в ноябре 1894 года был юбилей − 65 лет. На тот момент композитору было только 28 лет, но он имел уже большой авторитет среди русских музыкантов, был известен за рубежом, где выступал как дирижер, являлся членом попечительского совета, руководил деятельностью учрежденных меценатом М. Беляевым финансовых форм помощи русским композиторам.
В этот период жизни композитором уже было написано три симфонии, множество оркестровых, камерно-инструментальных и вокальных сочинений. Характеризуя этот период творчества композитора, Ю. Келдыш утверждал: «Отличительными чертами его зрелых симфонических произведений являются логическая ясность и законченность формы, полифоническое богатство фактуры в сочетании с красочностью гармонического языка и сочным полнозвучием оркестрового колорита. Иногда Глазунов словно любуется красивыми звукосочетаниями, модуляциями и смешениями тембров, но этот своеобразный гедонизм уравновешивается строгой дисциплиной мысли и никогда не покидавшим его чувством меры».

## Музыка
Четвертая симфония (Es-dur), Op. 48 была написана для тройного состава: 3 флейты, флейта-пикколо, 2 гобоя, английский рожок, 3 кларнета, 2 фагота, 4 валторны, 3 трубы, 3 тромбона, туба, литавры, струнные.
О стилистике симфонии Ю. Келдыш писал следующее: «Четвертая симфония содержит наибольшее число «кучкистских» отголосков, являясь в этом смысле “пограничной”. Вместе с тем в ней уже в полной мере проявляется глазуновское мастерство лепки формы и образно-тематических метаморфоз».
Премьера симфонии состоялась 22 января 1894 года в Петербурге, в одном из Русских симфонических концертов под управлением Н.А. Римского-Корсакова. В этой симфонии Глазунова полностью определился характерный для композитора лирико-эпический тип симфонизма.
Симфония трехчастна. Вместо медленной части присутствуют большие лирические эпизоды, которые обрамляют первую часть, и вступление к третьей части. Л. Михеева отмечает: «Весь симфонический цикл объединен тематически, хотя его интонационные связи завуалированы индивидуальной характерностью музыкальных тем и не так легко уловимы».
Первая часть, обрамляемая элегическим Andante, выполняет одновременно функции сонатно-симфонического Allegro и медленной части цикла. Ю. Келдыш так описывал музыку этой части: «Томная, ритмически прихотливая мелодия ее вступительного и заключительного разделов, излагаемая альтовым гобоем, соединяет черты типично русской широкой распевности с элементами ориентализма». Эта же тема становится основой ПП. Тем самым создается жанровый контраст к светлой пасторальной теме ГП. В репризе ГП воспроизводится без существенных изменений по сравнению с экспозицией (за исключением небольших изменений в изложение и инструментовке), а ПП заменена сокращенным повторением вступительного Andante. В результате возникает замкнутая концентрическая форма с троекратным варьированным проведением темы, впервые широко изложенной во вступлении.
Скерцо написано в духе французского народного танца типа фарандолы с серединой вальсового характера. Это вносит новые жанровые элементы, но при анализе можно установить интонационную связь его основной темы с тематизмом первой части. Торжественный финал подготовлен медленным вступлением и отличается развернутостью масштабов, обилием тематического материала, претерпевающего вариантные изменения в разработке. В заключительном разделе вновь появляется вступительная тема симфонии, которая еще раз возникает в коде (в момент соединении с темой главной партии первого allegro). Как итог финал имеет объединяющее значение: соединение основных тематических элементов всего цикла и приводит к сложному синтезу.
Среди музыкальных произведений Глазунова Четвертая симфония исполняется не часто. В разные периоды времени ее исполняли: Е. Мравинский (1948), Тадааки Отака (1990-е), Е. Светланов (1989), Неэме Ярви(1983/1984), Хосе Серебьер (2006, 2013) и другие.